# Vladimir Kuznetzov (cyclisme, 1957)
Cet article concerne le cycliste sur route né en 1957. Pour le cycliste sur piste né en 1945, voir Vladimir Kuznetzov (cyclisme, 1945).
Pour les articles homonymes, voir Vladimir Kouznetsov et Kouznetsov.
Vladimir Kuznetzov N° 2 (B. Kузнецов) né le 12 décembre 1957 est un coureur cycliste soviétique de la fin des années 1970. Ce coureur ne doit pas être confondu avec un homonyme, Vladimir Kuznetzov, champion du monde de poursuite par équipes dans les années 1960...
Il est sélectionné deux années de suite dans l'équipe de l'URSS pour les championnats du monde des 100 km par équipes.
- 1978
  -  2e du championnat du monde des 100 km contre-la-montre par équipes avec l'équipe soviétique (Aavo Pikkuus, A. Gushavitcius et Vladimir Kaminski)
- 1979
  - 6e étape de la Settimana Brianza[2]
  - 3e du championnat des 100 km contre-la-montre par équipes de la VIIe Spartakiade des peuples de l'URSS, avec l'équipe d'URSS[3].
  - 4e du championnat du monde des 100 km contre-la-montre par équipes avec l'équipe soviétique  (avec Anatoli Yarkine, Youri Kachirine et Sergeï Prybyl)
- 1980
  - 2eb étape (contre-la-montre) de l'Olympia's Tour[4]
  - 7e du Championnat d'Union soviétique sur route